# Lovelove6
Gabriela Masson, ou Lovelove6 (as vezes estilizado como Lvlv6), (nascida em Brasilia, 1989), é uma artista plástica, ilustradora e quadrinhista brasileira cujas publicações independentes exploram temas de sexualidade feminina, feminismo e relações de poder.
É autora da história em quadrinhos Garota Siririca (2013-2015) e das zines A Ética do Tesão na Pós-Modernidade I e II  (2013) e Artemis I e II (2013). Além disso, integrou os projetos de webcomics Batata Frita Murcha (2013-2014) e O Banquete.

## Carreira artística
Segundo a artista, seus talentos para o desenho se manifestaram quando criança, mas só começou a fazer quadrinhos no começo de 2013 com a publicação de uma página na zine brasiliense Janeiro de Augusto Botelho e Daniel Lopes. Masson diz que tinha dificuldades em se expressar apenas com texto, produzindo contos e poemas: "A imagem vem para ajudar o texto, não o contrário. Acho que o desenho entrou justamente para facilitar a comunicação destes textos, o alcance e o acesso das pessoas a eles. Encontrei nos quadrinhos essa facilidade de me comunicar massivamente. É uma linguagem popular".
Seus desenhos são feitos com grafite, finalizados com canetas fine de espessuras diversas e coloridas digitalmente no Photoshop.
Suas influências incluem roteiristas e cartunistas brasileiros, principalmente aqueles com quem faz trocas e convive pessoalmente, como Beatriz Lopes, Lucas Gehre, Tais Koshino, Sirlanney , Julia Balthazar, Puiupu, Aline Lemos, Bárbara Malagoli e Laura Lannes, além dos quadinhistas estrangeiros Sam Alden, Blaise Larmee e Jesse Moynihan. Alguns autores que influenciam a política feminista de seu trabalho são Paul Beatriz Preciado, Andrea Dworkin, Adrienne Rich, Inga Muscio e Diana Rusell.
Masson se formou em Artes Plásticas na Universidade de Brasília em 2016.

### Pseudônimo
Aos 15 anos, enquanto acessava um site de pornografia, um pop-up mostrou a mensagem “Lovelove6 quer conversar com você”. Masson passou a usar Lovelove6 como um pseudônimo na internet e em seus trabalhos.

## Obras selecionadas

### Garota Siririca
Os 83 episódios de Garota Siririca foram inicialmente publicados semanalmente em formato virtual no blog da Revista SAMBA entre 12 de julho de 2013 e 9 de abril de 2015. O quadrinho recebeu publicação impressa em 2015 depois de uma campanha de financiamento coletivo no Catarse.
Garota Siririca narra as aventuras da sua protagonista, Siririca, desde a infância até a idade adulta, retratando sua descoberta e aventuras com masturbação.
A ideia do quadrinho surgiu a partir das descobertas sexuais e experiências com onanismo da própria autoria, ganhando um viés político com o tempo. O silêncio e falta de informação em relação à masturbação feminina fez com que Lovelove6 sentisse a necessidade de fazer o quadrinho, normalizando o assunto. Sobre as origens da história, ela esclarece: “No começo eu usava muito a minha própria experiência e identidade para elaborar as personagens e seus dramas, hoje tenho procurado me inspirar mais nos perfis de mulheres reais e feministas que admiro”.

## Vida pessoal
Vinda de uma família tradicional cristã de Minas Gerais, Masson considera-se uma "bruxa não praticante".
Lovelove6 defende um feminismo interseccional.